# Dendrocopos temminckii
Dendrocopos temminckii là một loài chim trong họ Picidae.